# Mișcarea transcendentală
Mișcarea transcendentală a fost  o grupare spirituală, adeptă a meditației transcedentale. Aceasta este o tehnică mentală simplă, antistres, naturală, lipsită de efort, de inspirație orientală, care practicată de două ori pe zi, câte 15-20 de minute, șezând confortabil cu ochii închiși, îi permite minții conștiente să se liniștească până la cel mai rafinat nivel al ei.

## Mișcarea transcendentală în România
În România, Mișcarea transcendentală a fost inițiată în 1977 ca o mișcare spirituală de Nicolae Stoian, cetățean francez de origine română.
Prezentată inițial ca o metodă de auto-cunoaștere și de calmare a minții, ulterior Stoian revelează faptul că meditația era de fapt o luptă împotriva forțelor care vor să instaureze guvernul mondial.
Stoian susținea că, dacă un număr de minim 500 de oameni practică meditația în același timp, se creează o astfel de stare de coerență în populație și o astfel de stare de puritate încât elementele perturbatoare negative nu mai pot influența negativ țara iar țara poate deveni invincibilă.
Mișcarea a atras un număr mare de intelectuali de marcă bucureșteni.

### Închiderea grupului
Activitatea grupului, considerat ca sectă („Mișcarea Transcendentală” fiind considerată ca o mișcare religioasă nouă, similar cu „Biserica Scientologică”, „Templul Soarelui”, „Biserica lui Satan”), a fost lichidată de autorități în anul 1981.
Conducerea comunistă a acuzat mișcarea transcedentală că era organizată sub forma unui guvern mondial, cerând membrilor supunere necondiționată și că aducea în actualitate teorii de tip fascist și că îl considera pe Hitler un mare om politic.
De asemenea, mișcarea a fost acuzată ca fiind un „uriaș complot antisocialist”.
Singurele informații oficiale despre "Meditația transcendentală" au apărut în acea perioadă în revista Pentru Patrie în numerele februarie, martie și aprilie 1982, care scria că pe planuri înalte, la nivelul conducătorilor Meditației Transcendentale, se pretinde că se urmărește nici mai mult nici mai puțin decât pacea mondială. Și aceasta printr-un guvern mondial format din zece miniștri și zece ministere, în fruntea cărora se află Maharishi Mahes Yogi.
După lichidarea mișcării, pe baza informațiilor culese sub acoperire de Ristea Priboi, în 1982 Departamentul Securității Statului a întocmit un raport prin care informa conducerea PCR că:
Din decembrie 1977 până în iulie 1981, când activitatea sectei a fost lichidată, au fost racolate 371 de persoane, din care 357 pe bază de angajament scris de menținere a conspirativității activității sectante și 14 persoane cărora nu li s-au găsit angajamentele, ci numai formularele de verificare a modului în care cei inițiați practicau "Meditația transcendentală", întocmite individual, după participarea la ședințele rituale. Menționăm că cele 371 de persoane au participat, în prezența lui Stoian Nicolae, la 1-4 activități de ritual sectant, desfășurate într-o anumită ținută și în încăperi amenajate în mod specific, care evidențiau pregnant caracterul mistico-religios al "Meditației transcendentale".

### Repercusiuni
Participanții Mișcării transcedentale au fost excluși din activitățile lor și trimiși să lucreze ca muncitori necalificați, ceea ce echivala practic cu atribuirea unor certificate de incapacitate politică și profesională.
În plus, psihologia a fost radiată din nomenclatorul profesiilor.
Stoian a fost condamnat în absență la trei ani de închisoare și amnistiat în 1983.
Andrei Pleșu de exemplu a regretat amarnic participarea în cadrul mișcării și i-a scris lui Nicolae Ceaușescu în 1983 două scrisori cerându-și scuze pentru faptele sale și spunând că el a informat conștiincios un ofițer al MI (Vasile Mălureanu) despre cum stă treaba cu meditația transcedentală.
Dosarul MT a exercitat o influență foarte mare și asupra atitudinii acelor intelectuali care nu fuseseră amestecați direct în povestea respectivă.
Exista impresia că serviciile speciale sunt omniprezente, că denunțul este universal și că autoritățile au o putere nemăsurată.
Din cauza acestui scandal, conducerea chiar a reușit să sperie cercurile intelectualilor și să anihileze astfel pericolul latent pe care îl reprezentau.
În opinia Prof. univ. dr. Ioan Scurtu, campania privind meditația transcedentală a fost un episod din politica oficială a regimului Ceaușescu de intimidare a intelectualității, arătându-i că „partidul veghează” și oricând poate lua măsuri drastice împotriva celor care nu urmau „cu fidelitate” politica acestuia, obiectivul fiind atins.

### Moștenirea
În anul 2006, accesul la documentele necesare elucidării depline a cazului era încă blocat sub pretext că nu sunt prelucrate arhivistic.
Autorii cărții "Afacerea Meditația Transcendentală" au fost de aceea nevoiți să-și reducă documentarea la nivelui Stenogramei ședinței Comitetului Politic Executiv al CC al PCR din ziua de 27 aprilie 1982.

### Filme despre meditația transcendentală
- Cel ce gândește altfel, documentar despre MISA realizat de regizorul Cornel Mihalache pentru TVR 1 în anul 2011 - episoadele trei și patru tratează despre ce a însemnat "scandalul meditației transcendentale" în anul 1982 și cum se vede el astăzi.[11][12]

Mihai Ghivirigă, Mascarada.București, editura Eminescu, 1995.